# ناتانیل بی. دیال
ناتانیل بی. دیال (به انگلیسی: Nathaniel Barksdale Dial) سناتور سابق عضو حزب دموکرات ایالات متحده آمریکا بود. وی در سال ۱۹۱۹ تا ۱۹۲۵ میلادی سناتور ایالت کارولینای جنوبی در سنای ایالات متحده آمریکا بود.